# Orquesta Nacional de España
La Orquesta Nacional de España (ONE) es una orquesta sinfónica española. Fue fundada por el Gobierno de la República en plena Guerra Civil en 1937 y tiene su sede en Madrid, en el Auditorio Nacional de Música. 
El organismo Orquesta y Coro Nacionales de España (OCNE) engloba los dos conjuntos estatales de música sinfónico-coral del Ministerio de Cultura y Deporte. Cabe destacar la tarea de difusión de la música española y el reconocimiento que ha dado a los jóvenes compositores españoles estrenando sus obras. Actualmente su director titular y artístico es David Afkham y está integrada en el Instituto Nacional de las Artes Escénicas y de la Música (INAEM), del Ministerio de Cultura y Deporte.
A menudo actúa conjuntamente con el Coro Nacional de España. Actualmente es miembro, entre otras, de las siguientes asociaciones: Asociación Española de Orquestas Sinfónicas (AEOS), Asociación Española de Documentación Musical (AEDOM), International Association of Music Libraries, Archives and Documentation Centres (IAML) y Major Orchestra Librarians' Association (MOLA).

## Historia

### Antecedentes
La Orquesta Sinfónica de Madrid fundada en 1903 bajo la dirección de Alonso Cordelás, que fue sucesora de la Sociedad de Conciertos de Madrid (fundada en 1866 por Barbieri y que, tras una crisis económica importante e irreconciliables desavenencias entre los maestros, quedó disuelta en 1903) y la Orquesta Filarmónica de Madrid, fundada en 1915 por el maestro murciano Bartolomé Pérez Casas fueron las encargadas de dar vida musical a Madrid, así como alguna que otra gira por la geografía nacional hasta el principio de la guerra civil.
Ya en 1931, Adolfo Salazar había alertado sobre la necesidad de la creación de una orquesta que trabajara con un rigor y una calidad que sólo se podía encontrar en la estabilidad laboral de sus miembros.
Por Orden Ministerial de 24 de julio de 1937 el gobierno republicano crea la Orquesta Nacional de Conciertos, que dio su primer concierto el 8 de abril de 1938 en el Gran Teatro del Liceo de Barcelona. El 6 de enero de 1939, tras treinta conciertos dirigidos por Pérez Casas, José Antonio Álvarez Cantos, Joan Lamote de Grignon y Bocquet, y Joan Pich y Santasusana, cesa su actividad.
El 27 de abril de 1940 se constituye la Comisaría General de la Música y se nombra una directiva formada por Nemesio Otaño, José Cubilés y Joaquín Turina con Federico Sopeña como ayudante, una Orden Ministerial del 20 de junio de 1940 creaba la Orquesta Nacional con una plantilla de 176 profesores por la fusión de las dos orquestas madrileñas anteriormente citadas.
El 25 de julio de 1940 en el Teatro María Guerrero de Madrid se interpretan obras de Dámaso Torres, Manuel Parada, José Muñoz Molleda, José Moreno Bascuñana, Albéniz, Turina, Rodrigo y Falla. El 11 de diciembre de 1940, Jesús Arámbarri y Regino Sainz de la Maza a la guitarra estrenan en Madrid el Concierto de Aranjuez. El 9 de febrero de 1941 fue dirigida por Franz Konwitschny.
Los conciertos referencia de esta época se producen del día 15 de octubre al 1 de noviembre bajo la dirección de Ernesto Halffter, son cuatro programas diferentes de música española a excepción de compositores afines al bando republicano y el estreno del ballet Juego de cartas de Stravinski. En estas fechas también fue dirigida por primera vez por Enrique Jordá y por José María Franco Bordons.
La trayectoria irregular de este conjunto obliga a convocar un concurso-oposición para crear la definitiva Orquesta Nacional, por Orden Ministerial de 17 de mayo de 1941. Joaquín Turina presidiría esas oposiciones junto con Federico Sopeña (secretario), sin voto, y las pruebas se acabaron en marzo de 1942. El primer concierto oficial de la Orquesta Nacional de España tuvo lugar el 31 de marzo de 1942 en el madrileño Teatro María Guerrero, bajo la dirección del maestro portugués Pedro de Freitas Branco (esta fecha se adoptó como día de inicio de actividad de la ONE). El programa lo formaba la obertura de Las bodas de Fígaro de Mozart, La Sinfonía Dante de Liszt, Muerte y transfiguración de Strauss, el Preludio a la siesta de un fauno de Debussy y el Bolero de Ravel.

### Bartolomé Pérez Casas
Bartolomé Pérez Casas, con setenta años de edad y tras un período de prueba (incluyendo una gira a Lisboa y Oporto en mayo de 1944) fue nombrado director titular. Anteriormente había dirigido la orquesta por primera vez en el Teatro Español el 7 de mayo de 1943.
Coincidiendo con la titularidad de Pérez Casas, el maestro alemán Carl Schuricht protagonizó tres memorables conciertos en Palacio de la Música con un repertorio integrado por Mozart, Beethoven, Schubert, Weber, Brahms (1.ª, 2.ª y 4.ª sinfonías), Wagner, Strauss y El mar de Debussy que marcaron por completo la personalidad sonora de la orquesta en el futuro. Pérez Casas se retiró definitivamente el 25 de noviembre de 1949 con la Sinfonía Pastoral. En sus conciertos, junto con solistas de la propia orquesta, otras como Alicia de Larrocha, Gonzalo Soriano, Rosa Sabater, Victoria de los Ángeles.

### Ataúlfo Argenta
El 1 de enero de 1947 se publica un B.O.E. que confirma la existencia oficial de la ONE. En los días siguientes se confirma a Bartolomé Pérez Casas como director titular, al mismo tiempo que se eleva al mismo rango a Ataúlfo Argenta, dándose la situación de que la orquesta tuvo dos directores titulares desde el año 1947 al 1949.
El pianista cántabro inició sus vínculos con la dirección en la Orquesta de Radio Nacional así como en la Orquesta de Cámara de Madrid que empezaba su camino. El 10 de octubre de 1945, dirigió por primera vez la ONE como director invitado en el Teatro Calderón (Madrid) un concierto a la manera antigua de tres partes. El 9 de noviembre dirige otro concierto en el Palacio de la Música.

## Directores
- Bartolomé Pérez Casas (1940–1949).
- Ataúlfo Argenta (1947–1958).
- Rafael Frühbeck de Burgos (1962–1978). Director emérito desde septiembre de 1998 hasta su muerte.
- Antoni Ros-Marbà (1978– 26 de abril de 1981).
- Jesús López Cobos (1984–1989).
- Aldo Ceccato (1991–1994).
- Josep Pons (2003–2011). Director honorario desde el 2 de diciembre de 2011.[2]
- David Afkham (2014–2026).
- Kent Nagano (2026-).[3]